# Морган-авеню (линия Канарси, Би-эм-ти)
|   |   |   |   |
| · | · | · | · |

|   |   |   |   |
| · | · | · | · |

«Морган-авеню» (англ. Morgan Avenue) — станция Нью-Йоркского метрополитена, расположенная на линии Канарси, Би-эм-ти. Станция находится в Бруклине, в округе Ист-Уильямсберг, на пересечении Морган-авеню и Харрисон-плейс. На станции останавливается маршрут L (круглосуточно).
Эта станция была открыта 14 декабря 1928 года в составе второй очереди линии BMT Canarsie Line от Montrose Avenue до Broadway Junction. Первоначальный проект этого участка предполагал строительство эстакадной линии, но позже был принят проект подземной линии.

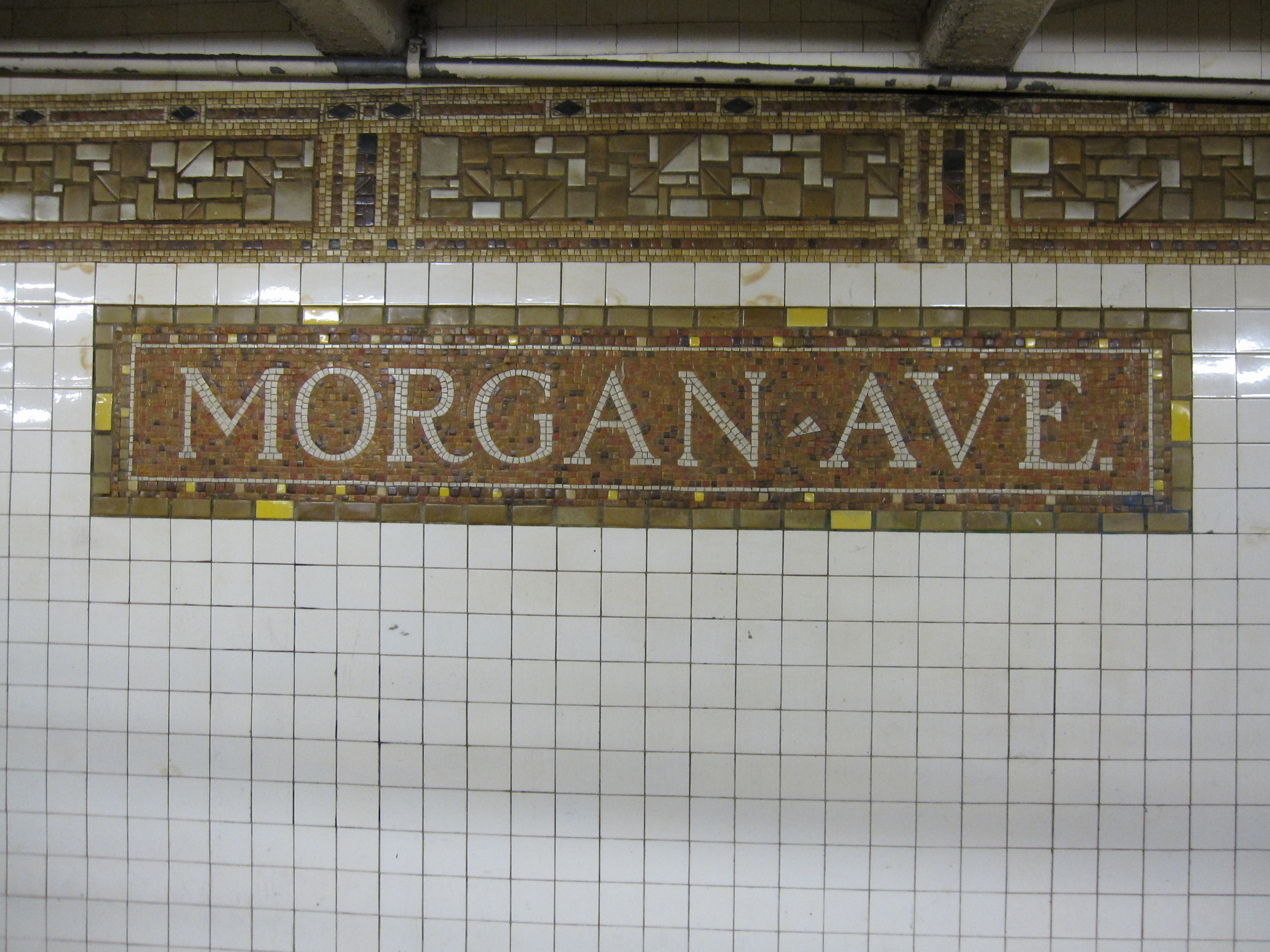
Мозаика с названием станции на стене

Станция представлена двумя боковыми платформами. Платформы отделаны стандартным образом: стены отделаны белой плиткой. Под потолком есть мозаичный орнамент. Название станции также выложено мозаикой. Мозаика достаточно красочная: в ней использовано большое количество разнообразных цветов. На каждой платформе есть по одному колонному ряду. Эти колонны, как и стены, отделаны белой плиткой. На каждой колонне имеются белые таблички с черным надписью названия станции. Последние два элемента отделки необычны для Нью-Йоркского метро, так как колонны просто красят краской и не отделывают плиткой, а стандартные таблички с названием станции черные с белой надписью, а не наоборот. Между путями также есть колонный ряд.
Станция имеет два выхода. Первый выход расположен с западного конца станции и представлен мезонином над платформами и путями, куда с каждой платформы поднимается по одной лестнице. В мезонине располагается турникетный павильон. Есть возможность бесплатного перехода между платформами. Из мезонина в город ведут три лестницы: ко всем, кроме северо-западного, углам перекрестка Морган-авеню и Харрисон-плейс.
Второй выход расположен в восточной половине станции. Его турникетный павильон представлен тремя полноростовыми турникетами, причем на выход работают все три, а на вход — только один. Этот выход приводит к Т-образному перекрёстку Богарт-стрит и Харрисон-плейс.